# Carmelo Zammit
Carmelo Zammit (* 19. prosince 1949, Gudja, Malta) je maltský katolický kněz a biskup, od roku 2016 biskup gibraltarský.
Biskup Carmelo Zammit je také od roku 2017 komturem s hvězdou Řádu Božího hrobu a velkopřevorem jeho místodržitelství na Gibraltaru.